# José Leandro Ferreira
Leandro, nom complet José Leandro de Souza Ferreira, (Cabo Frio, Brasil el 17 de març 1959) és un exfutbolista brasiler.